# تامرون
تامرون (انگلیسی: Tamron) شرکت الکترونیک ژاپنی است، که در سال ۱۹۵۰ تأسیس شد.